# Waltrop
Waltrop is een stad en gemeente in de Duitse deelstaat Noordrijn-Westfalen, gelegen in de Kreis Recklinghausen. De gemeente telt 29.472 inwoners (31 december 2020) op een oppervlakte van 46,99 km².

## Indeling van de gemeente
De gemeente bestaat uit het stadje Waltrop zelf (verdeeld in drie stadsdistricten met in totaal tien stadswijken), en zes gehuchten of buurtschappen (Bauerschaften) daaromheen. Dit buitengebied vormt het vierde stadsdistrict; de zes gehuchten vormen statistisch vier stadswijken. 
Dit zijn:
- Holthausen-Lippe – 800 inwoners rond 2013- ("Bauerschaften Holthausen und Lippe"), ten noorden en noordoosten van de stad zelf en van het DHK. Bij het gehucht Lippe bevinden zich de vloeivelden van Dortmund (Dortmunder Rieselfelder). Deze terreinen dienden vanaf de late 19e eeuw voor de afvalwaterzuivering van de stad Dortmund. Doordat het doorgeleide slib niet zeer giftig was, kon het terrein worden hergebruikt voor de verbouw van veel bemesting verlangende groenten. Een ander gedeelte van deze Rieselfelder is natuurgebied en sluit aan op de oeverreservaten langs de Lippe.
- Brockenscheidt – 1.200 inw.- ("Bauerschaften Brockenscheidt und Elmenhorst"), ten oosten van de stad, nabij Brambauer, gemeente Lünen
- Leveringhausen – 900 inw.- ("Bauerschaft Leveringhausen"), ten zuiden van de stad, ter weerszijden van het Dortmund-Eemskanaal, tegen Ickern, gemeente Castrop-Rauxel aan
- Oberwiese – 700 inw.- ("Bauerschaft Oberwiese"), ten westen van de stad, verspreide bebouwing nabij de Scheepslift Henrichenburg, tegen Datteln aan

## Ligging, infrastructuur
Waltrop ligt direct ten zuiden van de rivier de Lippe, ten noorden waarvan zich het Münsterland uitstrekt.

### Buurgemeentes
De volgende  gemeentes  grenzen aan de stad Waltrop (kloksgewijs, in het noorden beginnend): 
- Selm
- Lünen, met name stadsdeel Brambauer (beide in de Kreis Unna)
- Dortmund, met name stadsdeel Mengede
- Castrop-Rauxel, met name stadsdelen Henrichenburg en Ickern
- Datteln, met name stadsdeel Meckinghoven  (beide  in de Kreis Recklinghausen).

### Wegverkeer
Langs de zuidrand van de gemeente loopt de Autobahn A2. Via afrit 12 Dortmund-Mengede kan men noordwaarts Waltrop inrijden. Direct ten zuiden van de stadsgrens ligt het Kreuz Dortmund-Nordwest met de Autobahn A45.
Op 6 km naar het noordwesten ligt het centrum van Datteln, vanwaar diverse hoofdwegen noord- en noordoostwaarts leiden, o.a. via Lüdinghausen naar Münster en naar Haltern am See.
Op de gemeentegrenzen met Datteln en Lünen-Brambauer zijn een aantal weggetjes en straatjes voorzien van verwarrende of onduidelijke straatnaam- of bebouwde-komborden. Zonder goed werkend navigatiesysteem kan men hier gemakkelijk verdwalen.

### Openbaar vervoer
Noordelijk langs Waltrop loopt een spoorlijn van Lünen in het oosten naar Oberhausen in het westen. Deze lijn wordt echter alleen nog voor goederenvervoer gebruikt. Zie: Spoorlijn Oberhausen-Osterfeld Süd - Hamm.
Openbaar-vervoerreizigers zijn dus op busvervoer aangewezen. Er rijden enige voor Duitse begrippen frequente buslijnen naar o.a. Recklinghausen, Lünen-Brambauer en Dortmund-Mengede. Daarnaast lopen er enkele langeafstands-fietsroutes door de gemeente, die mede voor woon-werk- of woon-school-ritten zijn bedoeld.

### Waterwegen

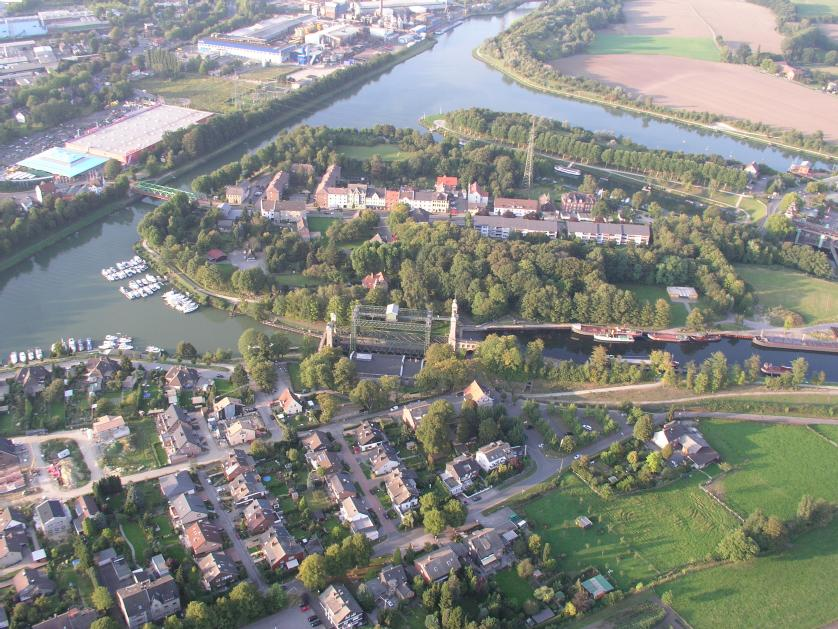
Luchtfoto van het sluizenpark
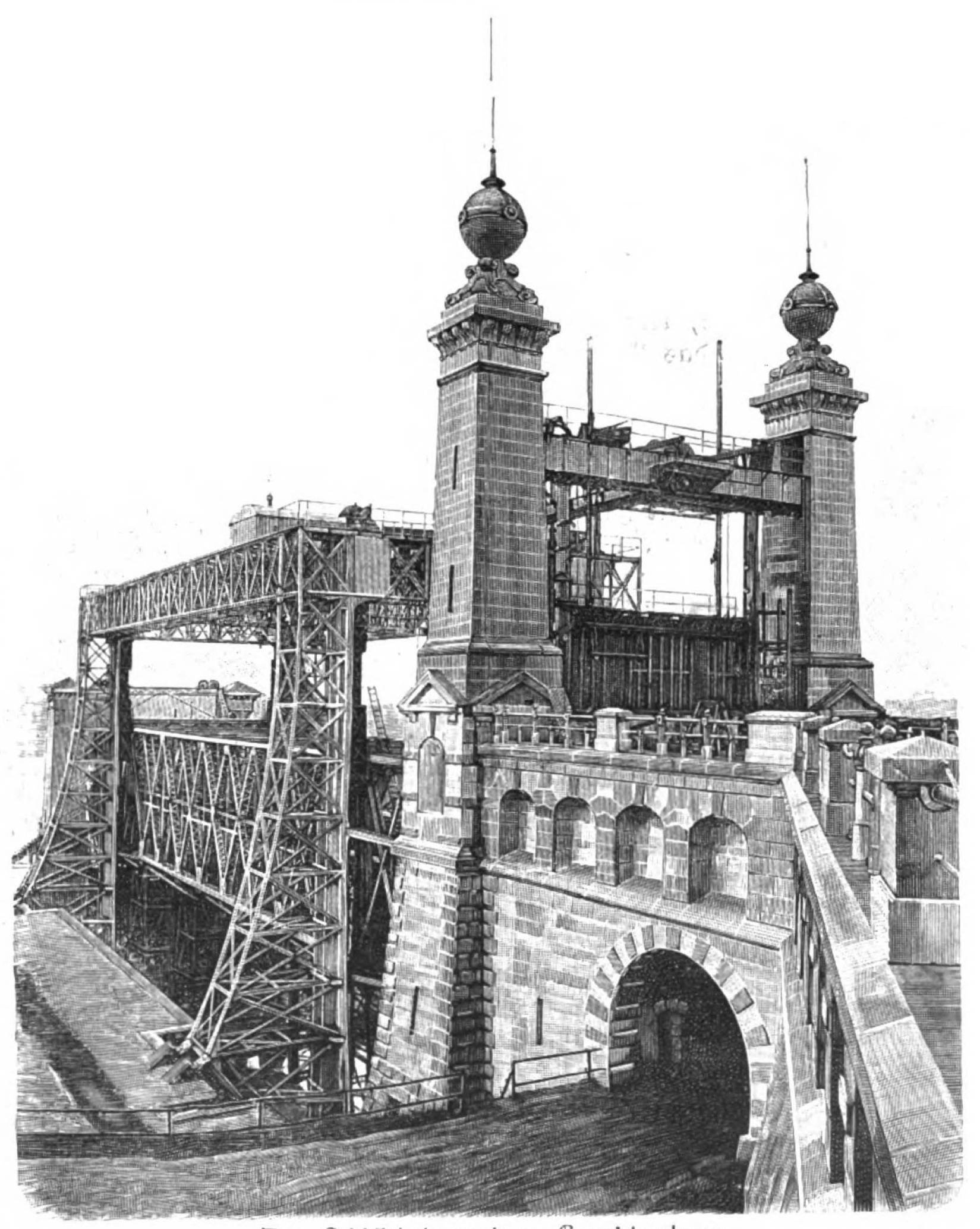
Scheepslift Henrichenburg (1899)
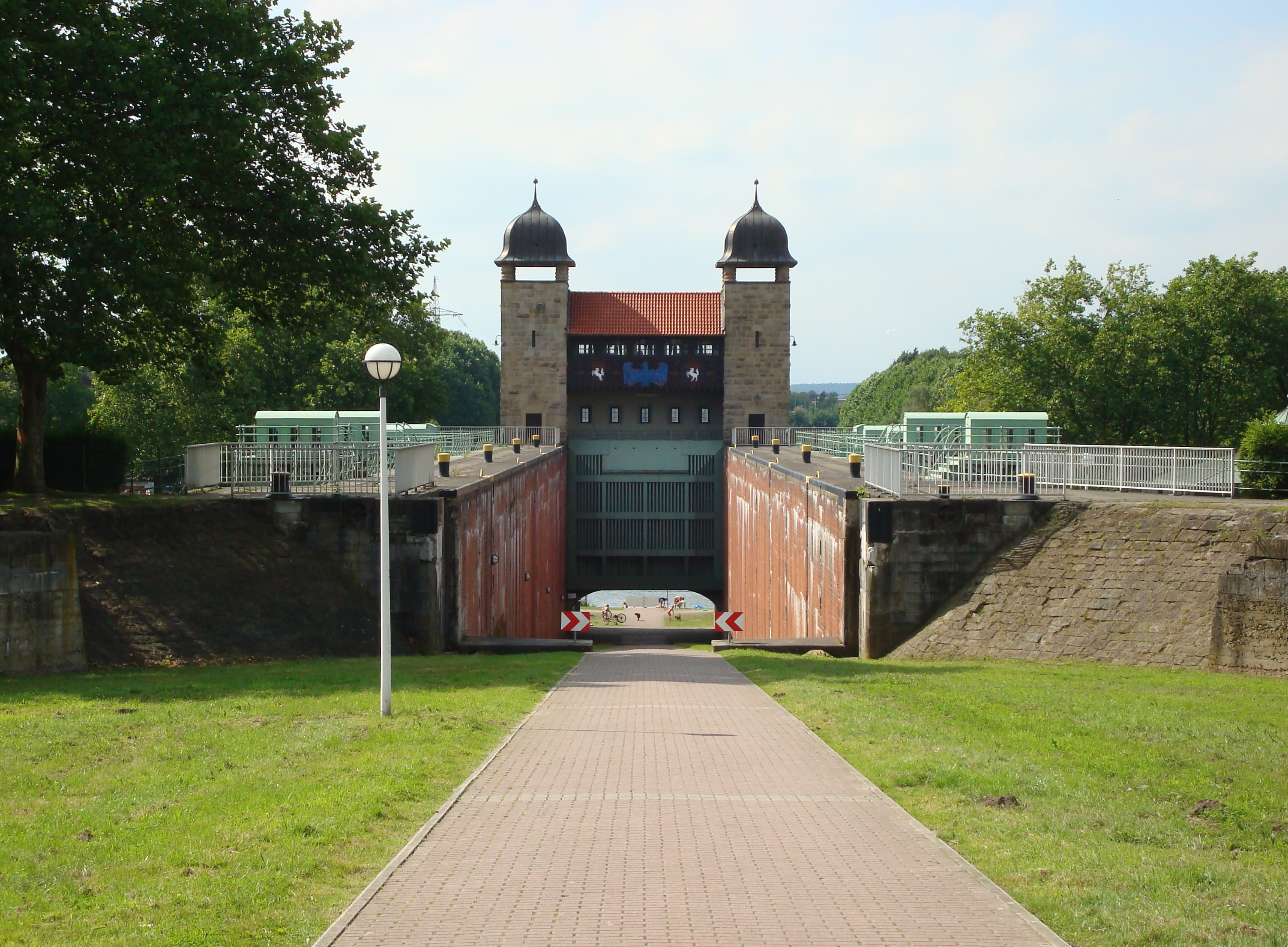
De oude schutsluis (1914)
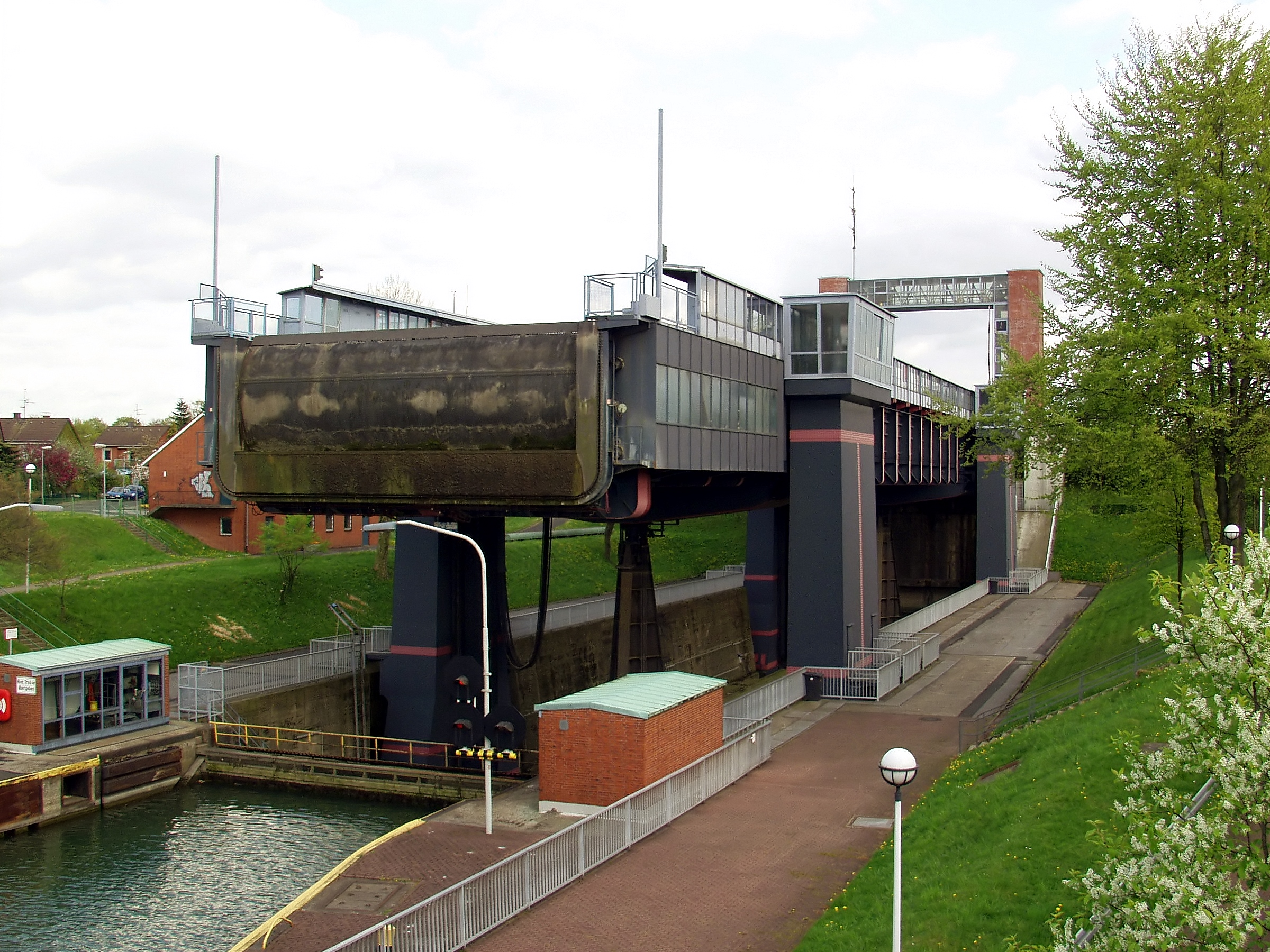
Nieuw scheepslift Henrichenburg (1962)

Waltrop is een belangrijk waterwegknooppunt. Hier komen het Dortmund-Eemskanaal  (DEK) en het Rijn-Hernekanaal (RHK) bij elkaar. Hier liggen ook twee scheepsliften en twee schutsluizen in het sluizenpark Waltrop. De scheepslift Henrichenburg kwam reeds in 1899 gereed en heeft 70 jaar dienst gedaan. In 1962 kwam een nieuwe en grotere scheepslift in gebruik en deze heeft tot 2005 gefunctioneerd. De oudste schutsluis uit 1914 ligt er nog, maar de deuren ontbreken en de sluiskamer is nu een wandelpad. De enige werkzame schutsluis kwam in 1989 gereed. Beide schutsluizen zijn voorzien van spaarbekkens, hiermee werd het watergebruik tijdens het schutten van de schepen verminderd.
Juist ten noordwesten van de gemeentegrens  bij Datteln komt het Datteln-Hammkanaal (DHK) uit in het DEK.

## Economie
Na de mijnsluiting in 1979 is vervangende werkgelegenheid ontstaan door het aantrekken van enige belangrijke bedrijven, die zich te Waltrop gevestigd hebben. In de oude bovengrondse bedrijfshal van de mijn zetelt een (mede van een restaurant voorzien) filiaal van een groot, ook via internet handel drijvend, warenhuis (dochteronderneming van Otto Group) alsmede het hoofdkantoor van deze onderneming. Ook is er de firma Hase gevestigd, marktleidster in de productie van en handel in ligfietsen. Verder zetelt er een dochteronderneming van een Pools concern, dat handelt in vrachtauto's, met name kiepauto's en wagens voor vervoer van zand, cement e.d.
Verder is te Waltrop een kleine afdeling van een farmaceutisch concern gevestigd, enige ingenieursbureaus van bovenregionaal belang, en veel lokaal midden- en kleinbedrijf.
Binnen de dienstensector is vermeldenswaardig, dat Waltrop een klein ziekenhuis bezit. Het is gespecialiseerd in geriatrie, revalidatietherapieën en behandeling van psychiatrische ziektebeelden en fungeert ook voor de noordwestelijke buursteden als streekziekenhuis in deze disciplines.
Binnen de gemeente woont een toenemend aantal woonforensen, die een werkkring of studie te Dortmund hebben.

## Geschiedenis
Het gehucht Elmenhorst dateert blijkens een bewaard gebleven document met zekerheid uit de tijd van Karel de Grote. Deze liet er een zgn. curtis (vermoedelijk een voor de 8e eeuw goed geoutilleerde boerderij, die mogelijk later tot een landgoed met onderhorige keuterboerderijen uitgroeide) stichten.
Waltrop is vermoedelijk kort na de tijd van Karel de Grote ontstaan rondom een, ter bekering tot het christendom van de hier wonende Saksen gebouwd, kerkje. Het wordt in 1147 voor het eerst in een document vermeld als Waldorp. Vanaf de 12e eeuw tot aan de tijd van Napoleon was het een plaatsje in de periferie van het Vest Recklinghausen, waar de facto het Prinsbisdom Keulen de scepter zwaaide. 
In 1428 werd Waltrop een Freiheit, een vlek. In 1596 verwierf het marktrecht (twee grote veemarkten per jaar). Omdat de plaats in de volgende eeuwen niet verder groeide, bleef toekenning van het echte stadsrecht uit. Pas in 1939, toen Waltrop tot een mijnstadje was uitgegroeid, werd het stadsrecht door de regering van Adolf Hitlers Derde Rijk toegekend. Dat Waltrop van 1500 tot 1870 niet groeide was mede te wijten aan het feit, dat de plaats in die eeuwen door bijna alle denkbare rampen werd geteisterd: verwoestingen tijdens oorlogen, waaronder de Dertigjarige Oorlog (1618-1648) en de Zevenjarige Oorlog (1756-1763); verscheidene pestepidemieën; branden; misoogsten met hongersnood als gevolg, enz.
Pas aan het eind van de 19e eeuw volgde de uitgroei tot mijnstad met rond 1970 ruim 30.000 inwoners. Belangrijk daarbij was de opening in 1899 van het DEK. Eind 1974 was er een gemeentelijke herindeling. Daarbij moest Waltrop het dorp Heinrichenburg aan Castrop-Rauxel afstaan.

### Gedwongen abortussen in de nazi-tijd
Van 1943 tot 1945 was te Holthausen, in een zogenaamde groente-kwekerij, een instelling gevestigd, waar de nazi's Russische en Poolse dwangarbeidsters, die 2 tot 5 maanden zwanger waren, een gedwongen abortus lieten ondergaan. Hiernaar is in de jaren 1990 onderzoek gedaan. Daaruit blijkt, dat deze instelling niet de enige in het Derde Rijk was, maar wel de grootste. Naar schatting 500 vrouwen hebben hier op deze wijze een ongeboren kind moeten afstaan. De beeldhouwer Paul Reding uit Castrop-Rauxel heeft, samen met jongeren uit Waltrop, ter herinnering aan dit feit een monument opgesteld.

### Mijnbouw en industrie
Van 1905 tot 1979 was in de stad de kolenmijn Zeche Waltrop productief. Er was vanaf 1909 ook een cokesfabriek bij in bedrijf. Van 1909 tot 1913 lag de mijn grotendeels stil, omdat er voortdurend water in de mijngangen liep; door een verbeterde pompinstallatie werd dit probleem opgelost. De mijn werd, zoals vele andere, in de 1970er jaren te onrendabel en in 1979 stilgelegd. De mijn heeft maximaal vijf schachten gehad, waarbij er telkens één of twee als ventilatieschacht dienst deden. Een deel van de bovengrondse bedrijfsgebouwen werd na de mijnsluiting gerestaureerd en herbergt diverse handels- en dienstverlenende bedrijven. Een ander deel van de terreinen werd een openbaar park.

## Bezienswaardigheden
- De scheepslift Henrichenburg met museum, deel van de Route der Industriekultur
- In de uit 1904 daterende villa Riphaushof is een streekmuseum ondergebracht, gewijd aan de lokale geschiedenis.
- Waltrop is een van de weinige kleine steden in het Ruhrgebied met een goed bewaard gebleven, historische stadskern, waar zich verscheidene schilderachtige, oude vakwerkhuizen bevinden. Het 16e-eeuwse huis met de naam Der Tempel is daarvan architectonisch het belangrijkst.
- De kerk St. Peter dateert in haar huidige vorm grotendeels uit 1895, maar bevat restanten van een ouder kerkgebouw. De kerk bezit een uit ca. 1200 daterend stenen doopvont.

## Belangrijke personen in relatie tot de gemeente

### Geboren
- Johann Bernhard Klems (* 19 november 1812 in Waltrop; † 24 september 1872 in Düsseldorf), bekend pianobouwer, was bevriend met de componisten Robert Schumann en Johannes Brahms
- Alexander Baumjohann (*23 januari 1987), voetballer (aanvallende middenvelder)

### Overigen
- Holger Stromberg (* 15 maart 1972 in Münster), bekend Duits televisie-kok, groeide op te Waltrop, waar zijn ouders een restaurant hadden

## Afbeeldingen

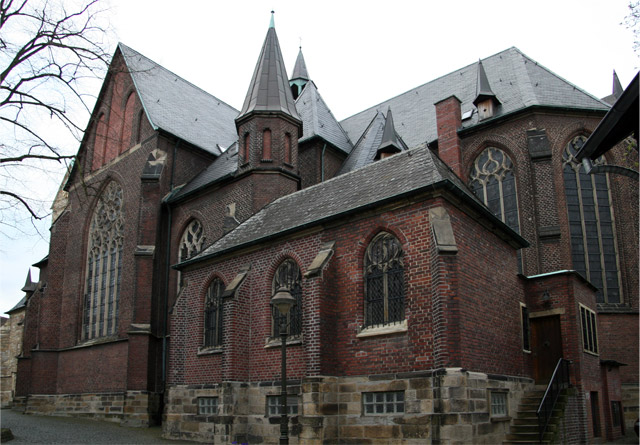
St. Petruskerk
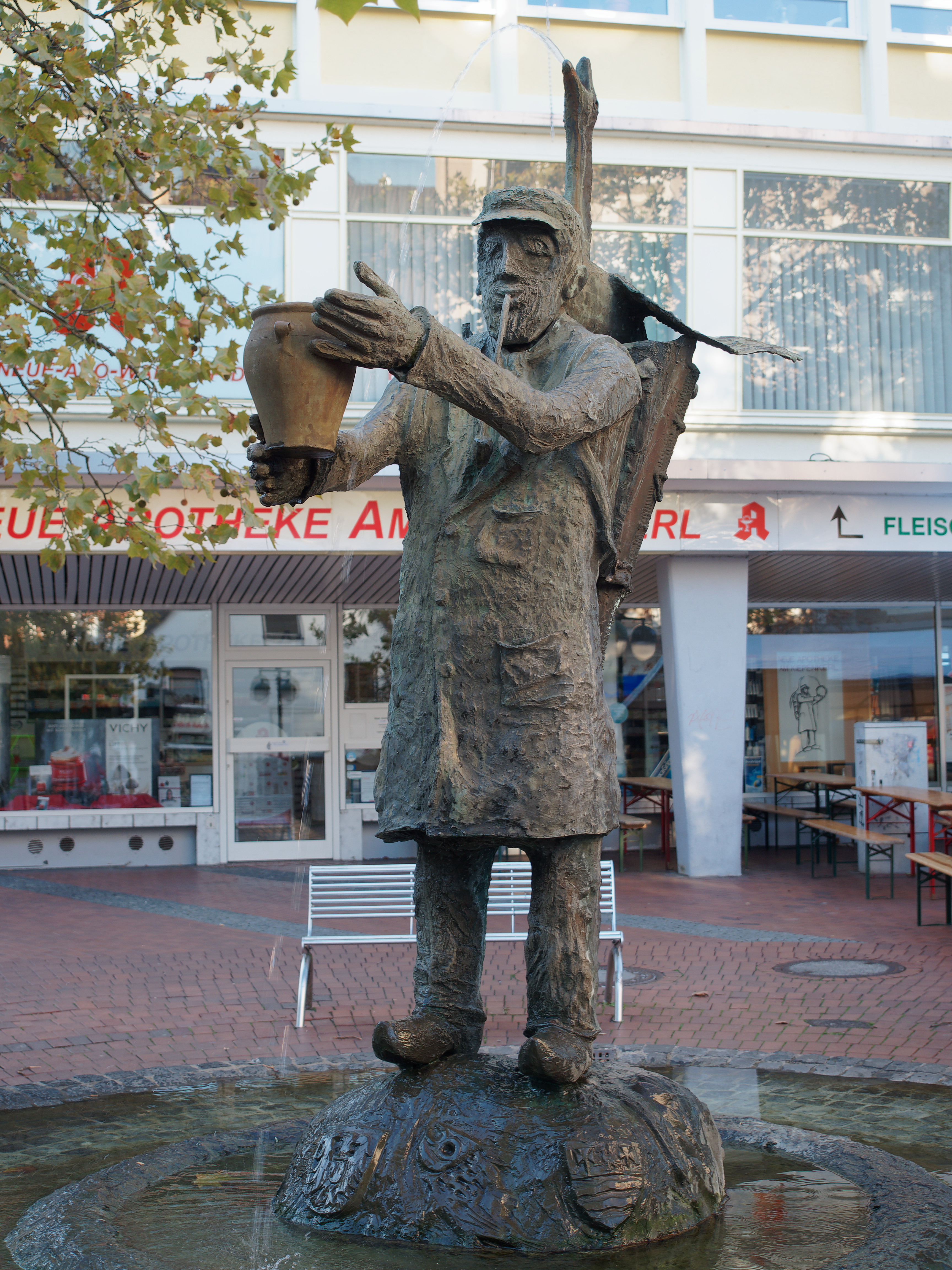
Kunstwerk in het centrum door  Paul Reding[3] Kiepenkerl
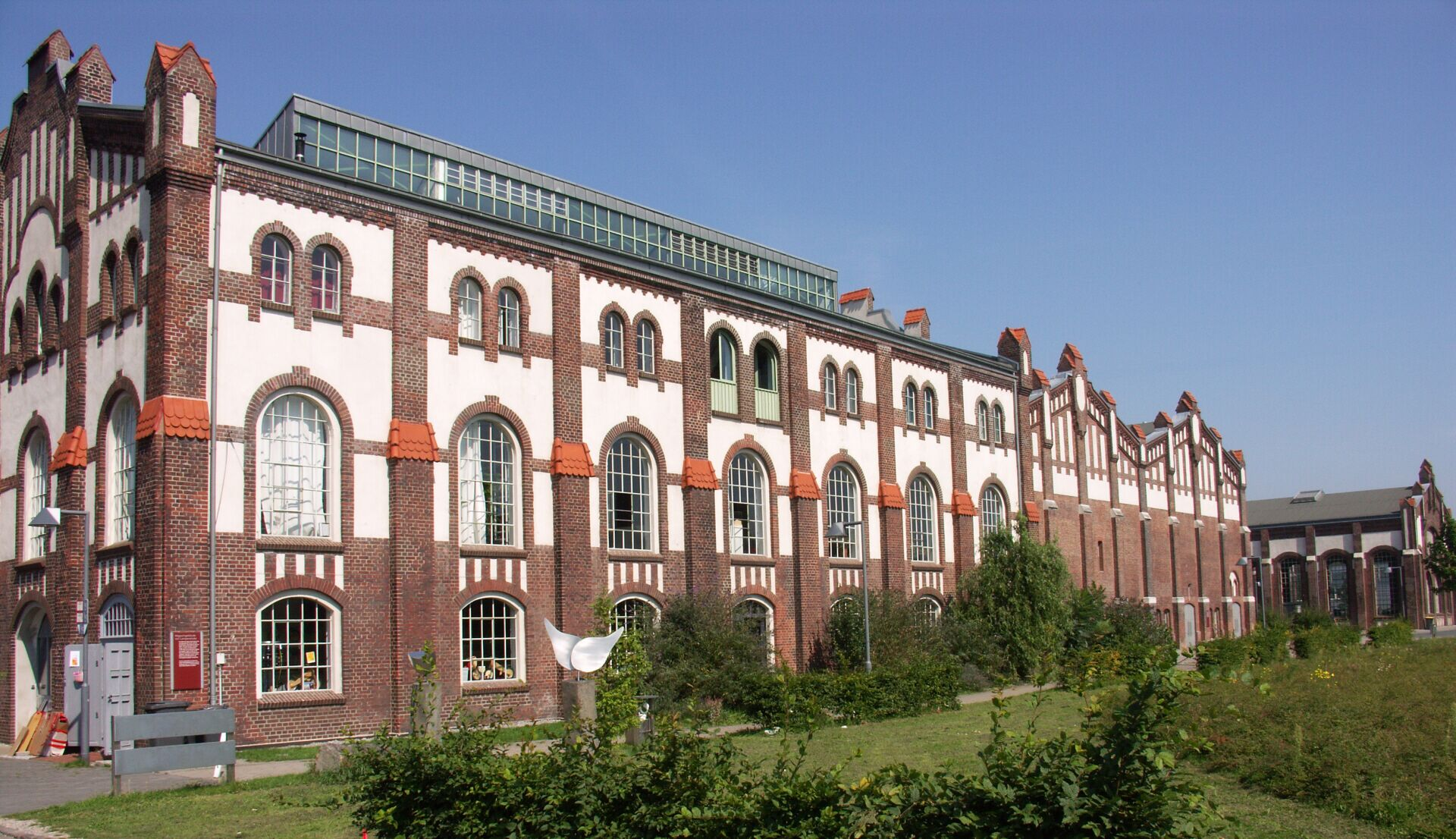
Zeche Waltrop
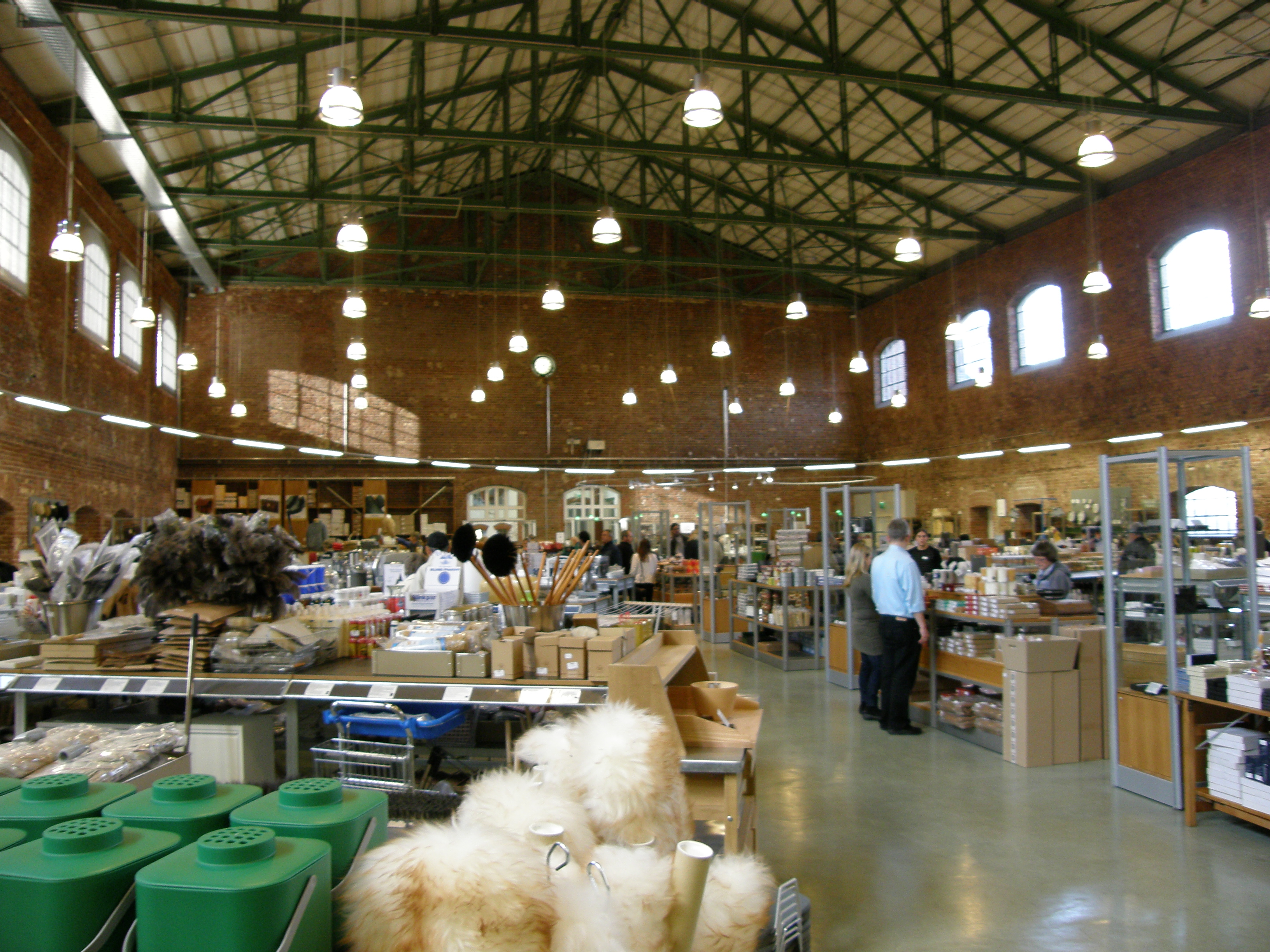
Warenhuis in de oude bedrijfshal van de mijn
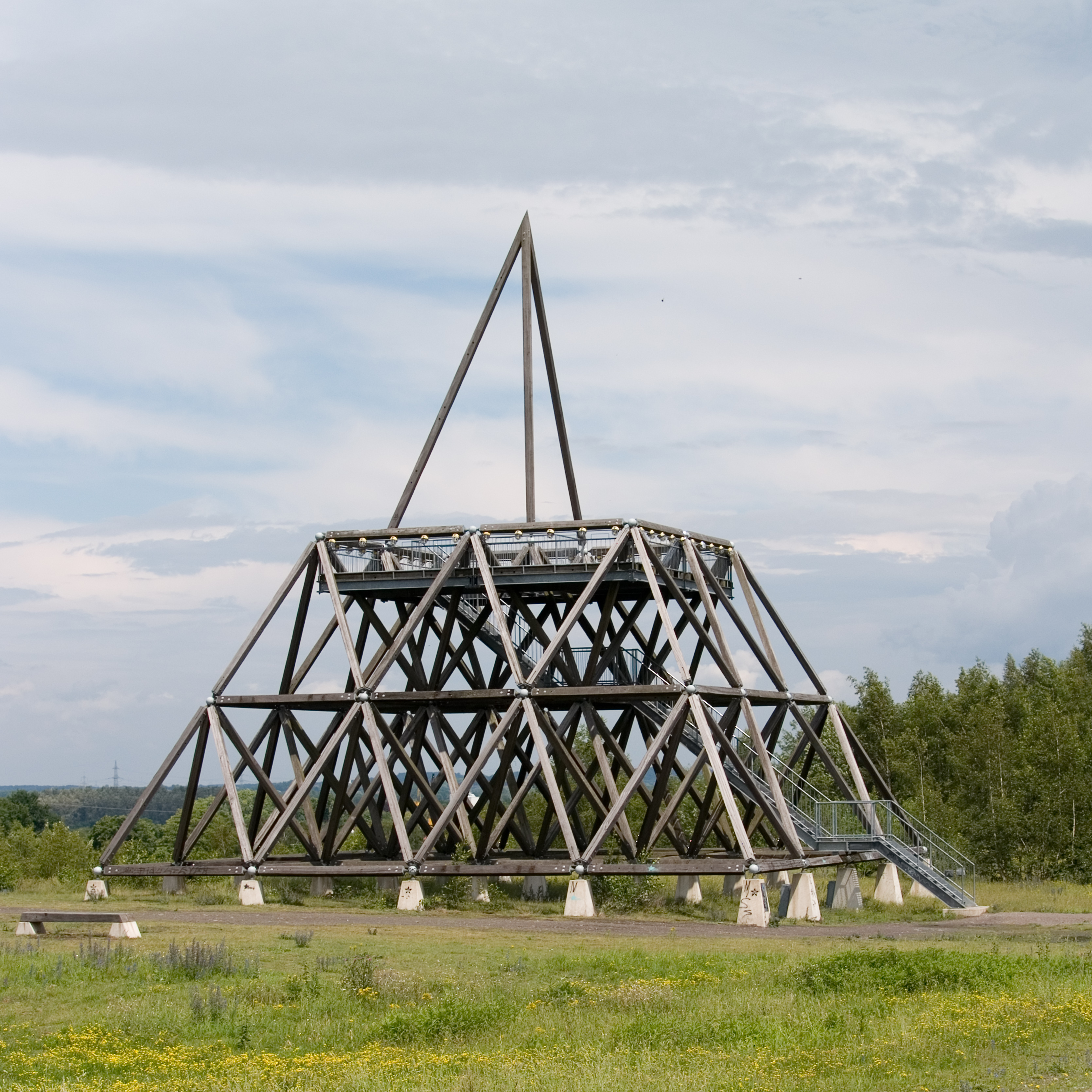
Kunstwerk op de Halde (mijnafvalberg) van Zeche Waltrop

## Partnergemeenten
- Herne Bay, Verenigd Koninkrijk (stadje bij Canterbury), sinds 1976
- Cesson-Sévigné,  Bretagne, Frankrijk , sinds 1984
- San Miguelito, dep. Río San Juan, Nicaragua, sinds 1988
- Gardelegen, Sachsen-Anhalt, sinds 1990
- Görele, Turkije (stadje bij Giresun), sinds 2013

Castrop-Rauxel ·
Datteln ·
Dorsten ·
Gladbeck ·
Haltern am See ·
Herten ·
Marl ·
Oer-Erkenschwick ·
Recklinghausen ·
Waltrop